# Хомик Василь Федорович
Хомик Василь Федорович(*27 травня 1933, Мисцова — 31 березня 2002, Львів) — український поет, фольклорист. Член правління товариства «Лемківщина» у Львові, член Національної Спілки письменників України.

## З біографії
Народився 27 травня 1933 року у селі Мисцова Короснянського повіту (Польща) в сімʹї суспільно-політичного діяча народознавця Федора Тирпака. Після окупації Лемківщини батька заарештували і відправили в концентраційний табір «Освєнцім», де в 1943 році його розстріляли.
В 1945 році мати Василя вийшла заміж за односельця Хомика Олексія. Василь прийняв прізвище вітчима — Хомик, та по батькові — Олексійович. Цього ж року вся родина була переселена в Донецьку область. В 1948 році родина Василя переїхала на постійне проживання в с. Радловичі Самбірського району на Львівщині. В родині Хомика була ще сестра Олена. Василь продовжив навчання у Самбірській чоловічій середній школі № 1, яку закінчив у 1952 р. і поступив на філологічний факультет Львівського університету, де навчався до 1957 року.
В 1957 році Василя забрали в армію (мав офіцерське звання). Після закінчення служби в армії знову повернувся до праці в Самбірський культурно-освітній технікум. Через деякий час перейшов працювати до Львова в середню школу № 34 вчителем української мови, де пропрацював 25 років.
Всі, хто знав Василя Хомика, памʹятають, скільки праці віддав він рідній справі. Завжди був бажаним гостем на літературних вечорах, зустрічах у Нагірнянській середній школі Самбірського району та на різних культурно-мистецьких заходах м. Самбора.
Крім щоденної праці у школі, збирав фольклор лемків, друкував добірки за кордоном (ще будучи студентом), зокрема в газеті «Наше слово». На лемківській сторінці публікував численні нариси з різних ділянок духовної культури лемків. Писав патріотичні, поетичні твори та пісні, за що був постійно переслідуваний владою. В школі організовував вечори корифеїв нашої нації (за що був змушений піти достроково на пенсію). Василь Хомик був відомий як суспільний діяч, один із засновників Львівського товариства «Лемківщина», активним, працьовитим членом правління. Брав неабияку участь у створенні хору «Лемковина», з яким тісно співпрацював весь час, був постійним співавтором «Лемківського календаря». Так в 1993 р. молоді лемківські колядники виступили з «Вертепом» Василя Хомика, який був представлений у Різдвяне свято.Василь Хомик брав участь в обласному фестивалі дитячої української естрадної пісні у м. Винники в 2001 р. «На крилах дитинства», де був нагороджений дипломом і медаллю. Брав активну участь у Сьомому міжнародному літературному фестивалі «Лемківське поетичне свято» в с. Бортне в мальовничих Бескидах. Велика співпраця Василя Хомика була з Бориславським хором «Студенка», який виконував його пісні. Теж плідно працювюв з художніми колективами міст Калуша та Дрогобича.
Василь Хомик постійно підтримував хороші стосунки з видатними особами Лемківщини, такими як: доктором наук, професором Миколою Мушинкою (Словаччина), істориком Іваном Красовським, композитором Іваном Майчиком та іншима.

Василь Хомик. Квіти Бескидів. Коротка антологія поезії лемків. 1998

Василь дуже багато писав сценаріїв до найрізноманітніших свят, був автором літературно-музичного монтажу «За святковим столом», «Слава храму золотому» в Сокільниках, одним із засновників міжрегіонального фестивалю-конкурсу в м. Городок — 2001 р.  «Пісні незабутого краю». Довгий час співпрацювюв з хором «Повстанець», гуртом «Сяйво», де виконувались пісні про Львів, Україну, Лемківщину. Написав 50 пісенних текстів з нотами, створив десять одноактних пʹєс для дитючих театрів, в тому числі для Львівського театру-студії  «І люди, і ляльки», постановку «Хто сказав няв», казку-феєрію на три дії «Шовкова косиця». Переклав для театру романтичну драму-легенду «Трістан та Ізольда», написав пʹєсу за мотивами оповідання Михайла Коцюбиського на дві дії «Маленький грішник».

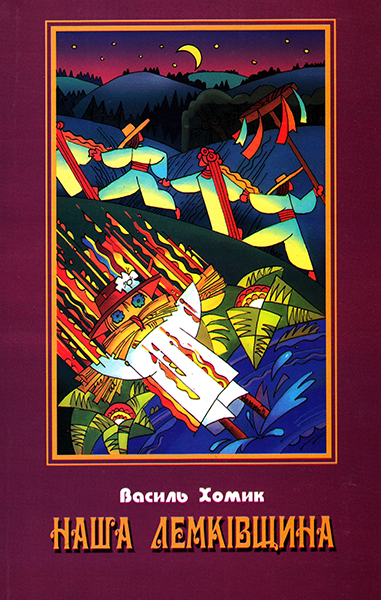
Василь Хомик. Наша Лемківщина. Поезії. 2001

Василь Хомик залишив чималу творчу спадщину, присвячену дітям. Його вірші оспівують красу лемківського краю, героїзм синів Карпат.  Свої твори публікував в журналі «Малятко», «Київ», «Світанок», «Світ дитини». Друкувався в газеті «Літературна Україна», часописі «Дзвони Лемківщини».
Тематика віршів Василя різноманітна, і серед них не останнє місце займають твори про рідну землю. У них — щира сповідь перед рідним народом. Він зібрав та упорядкував коротеньку антологію поезії лемків «Квіти Бескидів», частина творів до збірки легенд і переказів «Чародійна скрипка» (1995), у Польщі «Лемківська молитва» (1993), «Україна — наш рідний край» (1997), «Лемківський віночок» (Лемківський календар на 2000 р., Польща). На жаль, появи дебютної збірки автор не дочекався. Вона вийшла з друку лише в 2003 р. Це збірка поезії та пісень «Наша Лемківщина».
Василь Хомик виховав хорошого сина Андрія, внуків Василя та Оленку, які люблять лемківський край, підтримують його кращі традиції. Син Андрій — художник, живе і працює в Америці, є активним учасником лемківських подій. На V Конгресі в Криниці (Польща) був вибраний членом СФУЛО від лемків в Америці. Від 2013 р. є Головою Дослідження Лемківщини в США. Внуки закінчили вищі школи в Америці та продовжують лемківські традиції свого діда. Дружина Василя — Марія бере активну участь в роботі обласного товариства «Лемківщина», в усіх його культурних заходах.
Василь Хомик був взірцем чесної відданості мистецтву слова, служінням своєму народові. Він міг ще багато зробити для людей лемківського краю, якби не несподівана смерть, що обірвала його життя на 69-му році — 31 березня 2002 року.

## Творчість
Автор поетичних збірок «Лемківська молитва» (1993), «Наша Лемківщина» (2003), збірки поезій для дітей «Україна — край наш рідний» (1997). Записав і опрацював «Лемківські народні пісні про жіночу недолю» (1959), «Лемківське народне весілля» (1960), «Лемківські народні прислів'я та приповідки», «Збійницькі пісні з Лемківщини» (1962), «Звичаї та обряди лемків» (1963), «Лемківський народний календар» (1973) та ін.
Окремі видання:
- Хомик В. Лемківська молитва. Поезії. — Львів: Край, 1993. — 80с.
- Хомик В. Україна — край наш рідний. Поезії та пісні для дітей. — Львів, Логос, 1997. — 64с.
- Хомик В. Квіти Бескидів. Коротка антологія поезії лемків. — Львів: Логос, 1998—156 с.
- Хомик В. Наша Лемківщина: Поезії та пісні. — Львів: Каменяр, 2003. — 127 с.